# Ґраф (герб)
Ґрафф (Graff ) – шляхетський герб.

## Опис герба
Щит червоного кольору розсічено: у першому півполі срібна пов'язка в коло вузлом до низу; в лівому гоздава зверху срібна, знизу золота, між двома срібними трояндами в пояс.
Герб має два шоломи в кронах. Клейнод на правій – хвіст павича, пронизаний срібною стрілою, між двома такими ж рогами оленя. Клейнод на лівому – хвіст павича.
Намети: на правому шоломі - червоний, підбитий сріблом, з зеленими і золотими плямами; на лівому - червоний, праворуч підбитий сріблом, ліворуч - золотом.

## Найбільш ранні згадки
Надано 20 березня 1552 року Янові Ґрафові, купцеві познаньському і його дружині Катерині. Герб був створений на усиновлення до Наленча і Пороні. Герб практично ідентичний до наданої йому 4 роки пізніше гербом Янчевські. Ганна Вайс пише про усиновлення Наленча і Ґоздави, а не Пороні. Наленч Іванові могли дати брати Станіслав, Седзівой і Войцех з Чарнкува, а Гоздава могла бути надана дружині.

## Роди
Ґраф (Graff).